# Brezje nad Kamnikom
Brezje nad Kamnikom – wieś w Słowenii, w gminie Kamnik. W 2018 roku liczyła 126 mieszkańców.